# Нарутович, Станислав
Стани́слав Наруто́вич (пол. Stanisław Narutowicz, Станисловас Нарутавичюс, лит. Stanislovas Narutavičius; 2 сентября 1862, поместье Бревикяй в Тельшевской волости — 31 декабря 1932, Каунас) — литовский юрист и политический деятель; старший брат первого президента Польши Габриэля Нарутовича.

## Биография
Сын Яна Нарутовича (1820—1866), помещика из восходившего к XV веку полонизированного литовского знатного рода, участника польского восстания 1863 года. Вместе с братом начал получать частное образование в имении Рянавас (ныне Сядское староство) у Лауринаса Ивинскиса, привившего юным Нарутовичам интерес к литовскому языку и культуре. 
Затем учился в гимназии в Либаве и на отделении права Санкт-Петербургского университета, откуда его исключили за участие в тайном кружке студентов левых взглядов, окончил отделение права Киевского университета. Участвовал в тайной студенческой организации «Gmina», стал членом подпольной революционной партии «Второй Пролетариат», при этом занимал менее радикальные, чем у большинства товарищей, умеренно-социалистические позиции.
С 1887 г. жил и работал в Варшаве. С 1889 г. был женат на Йоанне Биллевич (1868—1948), двоюродной сестре Юзефа Пилсудского и генерала Леона Биллевича. В 1890 г. издавал еженедельник «Tygodnik Powszechny». В 1899—1904 гг. жил в Калише, после чего вернулся в своё имение Бревикяй. С 1907 г. вместе с женой учредил в Бревикяе школу для девочек, принимал участие в организации других образовательных проектов, публиковался как публицист.
В 1905 принимал участие в Великом Вильнюсском сейме. Был кандидатом в Государственную думу. В сентябре 1917 был членом организационного комитета Вильнюсской конференции. На конференции был избран в Литовскую Тарибу. Вместе с другими членами Тарибы подписал 16 февраля 1918 «Акт независимости Литвы». Позднее вышел из состава Тарибы, протестуя против её прогерманской ориентации.
В 1920—1921 гг. был судьёй Каунасского окружного суда. Жил в своём имении. В 1919—1931 избирался в совет Тельшяй. Выступал за мирное разрешение польско-литовского конфликта.
31 декабря 1932 застрелился в Каунасе.
Сын, Казимир Нарутович (1904—1987), получил образование как сельскохозяйственный инженер, в 1934—1938 гг. выполнял ряд дипломатических поручений в связи с попытками урегулирования польско-литовских отношений, после присоединения Литвы к СССР был выслан в Алтайский край, позднее получил разрешение вернуться в Польшу и остаток жизни провёл в Познани.